# Filigrana (papel)

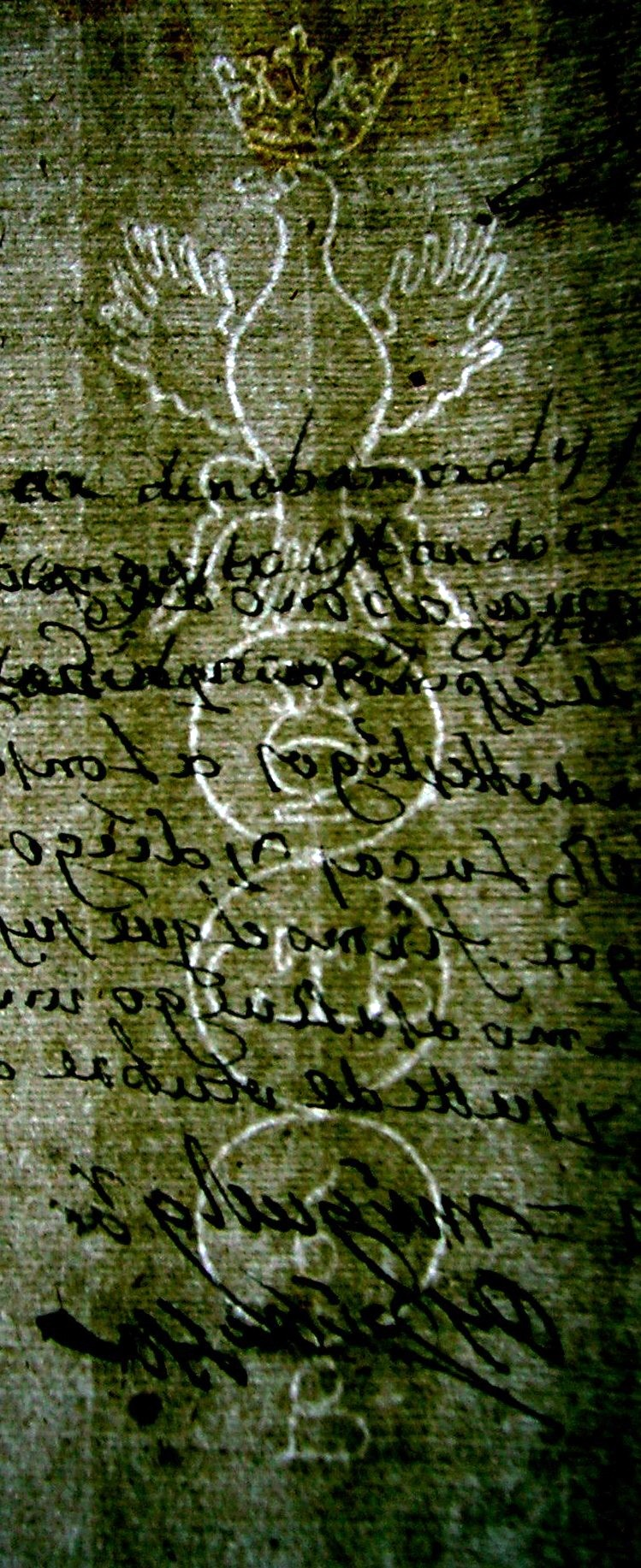
Filigrana, Libro Concejo 1698-1772, Concejo de Navamorales, Salamanca.

Una filigrana, marca de agua o marca al agua es una imagen formada por diferencia de espesores en una hoja de papel. El término filigrana se aplica también a las líneas verticales que se ven en ciertos papeles de embalaje.
Se utiliza para evitar la falsificación de documentos (documentos oficiales, por ejemplo), para mostrar la autenticidad del origen de algún papel o impreso, como adorno o como diferenciación entre diferentes fábricas de papel.
Filigrana hace referencia a las marcas que se ven a trasluz en distintos tipos de papel. Durante la época de la elaboración tradicional del papel, estas marcas, representadas por símbolos, iconos, escudos o logotipos, distinguían entre sí a los fabricantes. Suponen una información importante en la datación y procedencia de un libro.
Actualmente, la filigrana tiene un uso artesanal con el trabajo que se realiza de manera creativa con «tiras» de colores de papel bond. Pueden realizarse tarjetas de felicitación para toda ocasión, figuras ornamentales, bustos o pequeñas esculturas de personajes, en grupo pueden conformarse todo tipo de dioramas.

## Técnica utilizada

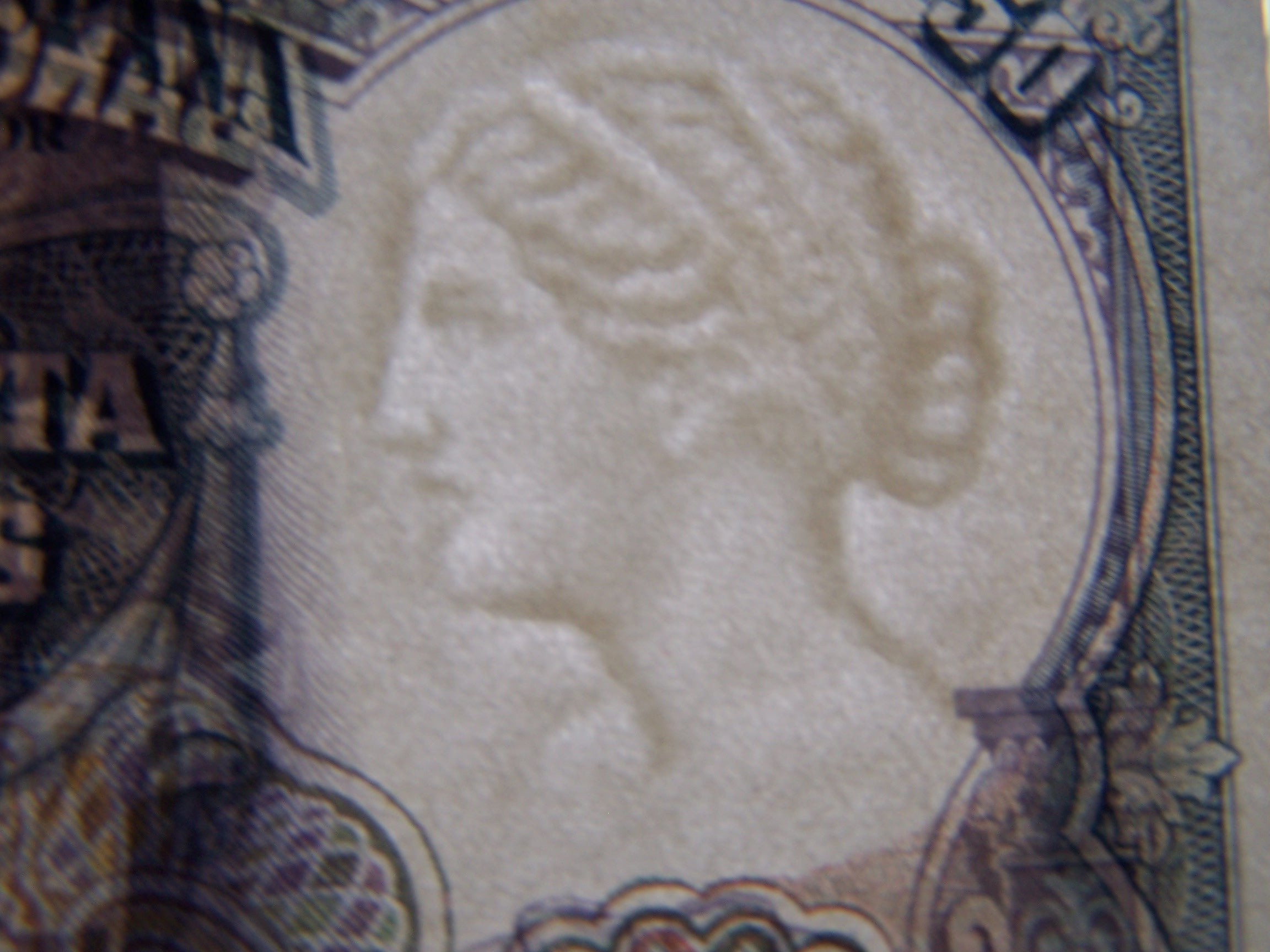
Filigrana en billete de 50 pesetas de la República Española, 1931

Modernamente y a escala industrial se crea durante el proceso de fabricación, cuando la hoja está todavía húmeda, mediante presión de un rodillo llamado «Dandy roll». El Dandy es un cilindro hueco recubierto por una malla (generalmente metálica), la cual tiene soldada un relieve con los dibujos, letras o insignias que se desean marcar en el papel. Con este rodillo también se puede marcar la «verjura», una serie de relieves horizontales que dan aspecto de papel antiguo.

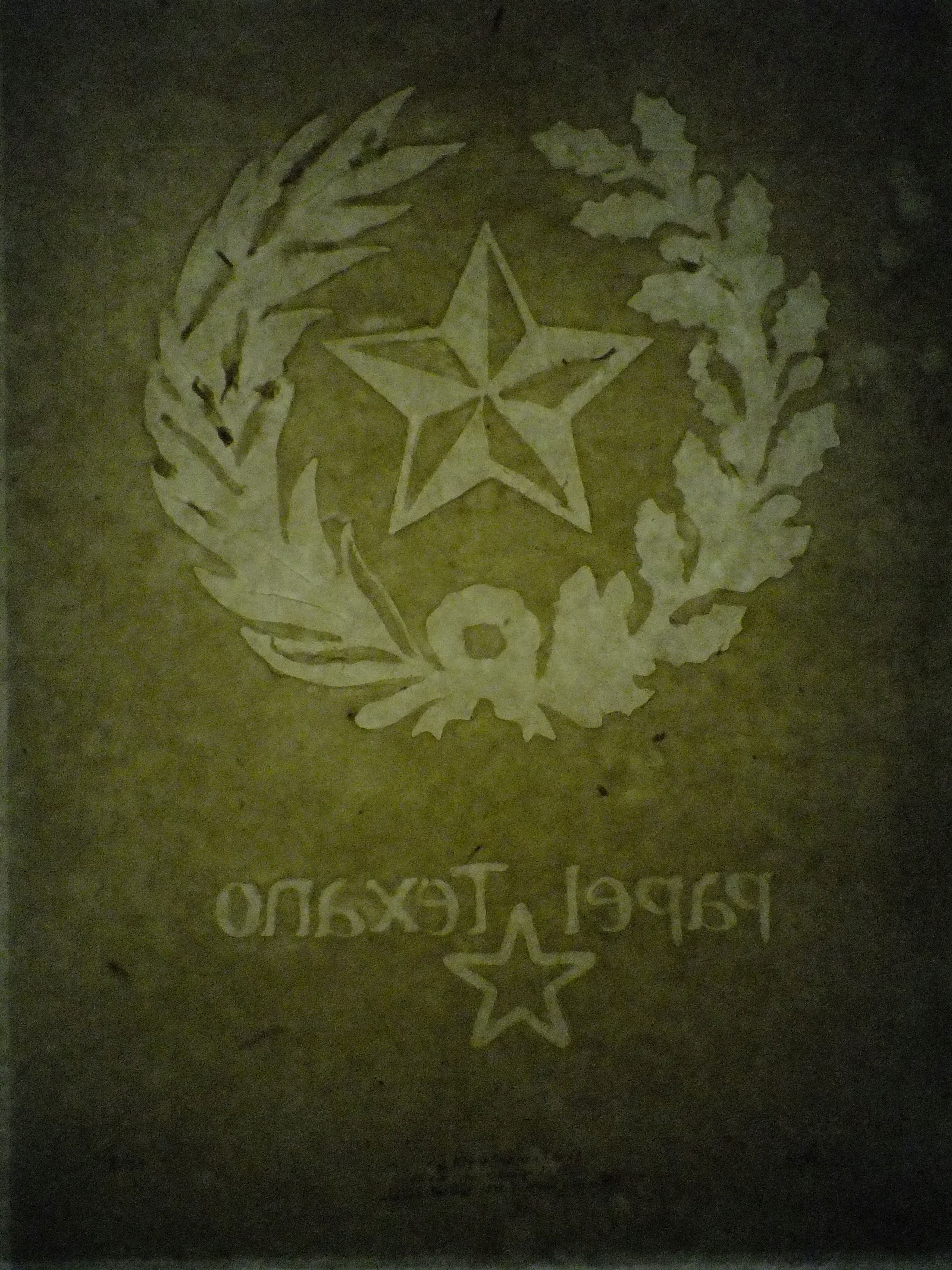
Filigrana moderna de artesano en papel, Papel Texano, 2017

La filigrana de alambre se originó en Bolonia, Italia, en 1282, siendo una característica del papel occidental, ausente totalmente en el oriente. Aun en hasta nuestros días la filigrana continua a ser usada por los artesanos y fabricantes de papel para identificar y dar prestigio a su producto. 

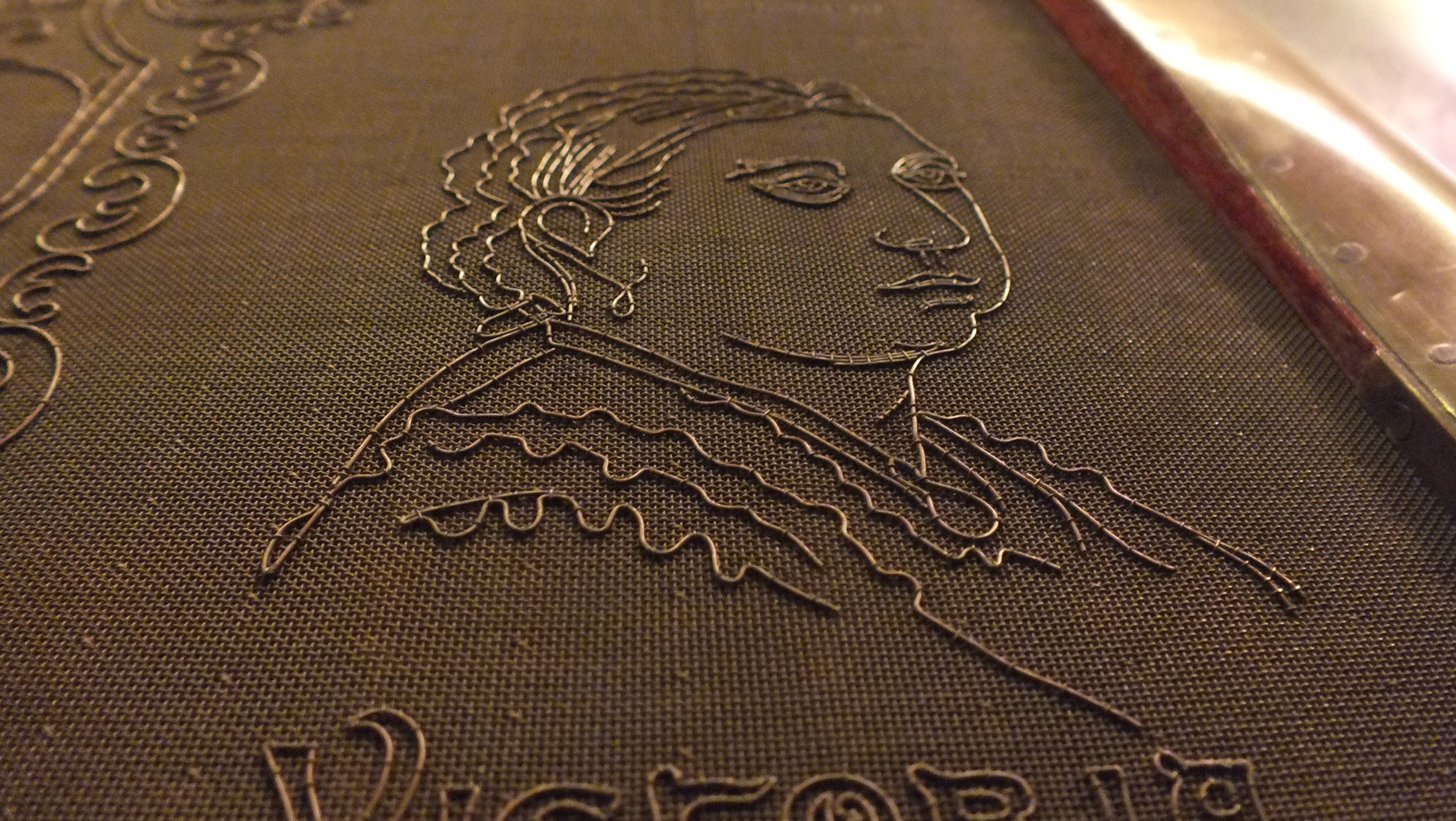
Filigrana de alambre, a imagen de la Reina Victoria, F.Burguess, fabricante de papel, fines del

Las marcas pueden ser desde un dibujo simple o complejo (unas letras, un logotipo) cosido con alambre o adherido al tejido, hasta réplicas de cuadros famosos u otros temas pictóricos obtenidas mediante la deformación en relieve del tejido metálico en el molde de fabricar papel a mano o rodillo Dandy industrial. Esta última técnica, denominada "filigrana de claroscuro", fue usada por primera vez en 1848 e incorpora una escala tonal al papel cuando se ve a trasluz. Para ello se incorpora relieve y una densidad no uniforme en el interior del papel. La alta complejidad de este proceso encuentra utilidad como medida de seguridad contra la falsificación, y es frecuente en los billetes bancarios, certificados de valores, así también con finalidad de expresión artística.
La marca de agua de alta seguridad es imposible de falsificar por fotocopia, escáner o impresión, ya que va formada en el papel. La marca de agua de forma redonda es un elemento de seguridad altamente recomendado por Interpol para la autentificación de los documentos (en el Congreso de Interpol de 1992).

## Uso en filatelia
En filatelia, la filigrana es una característica clave de la estampilla. La «clásica» filigrana del sello es una pequeña corona y otros símbolos nacionales.
|  |  |

## Uso en informática
Por extensión, en informática se denomina «marca al agua» (watermark, en inglés) a la incorporación en las imágenes de firmas digitales o información visible o invisible que permitiría demostrar el origen de material sujeto a copyright.